# Mossad Le'Aliyah Bet

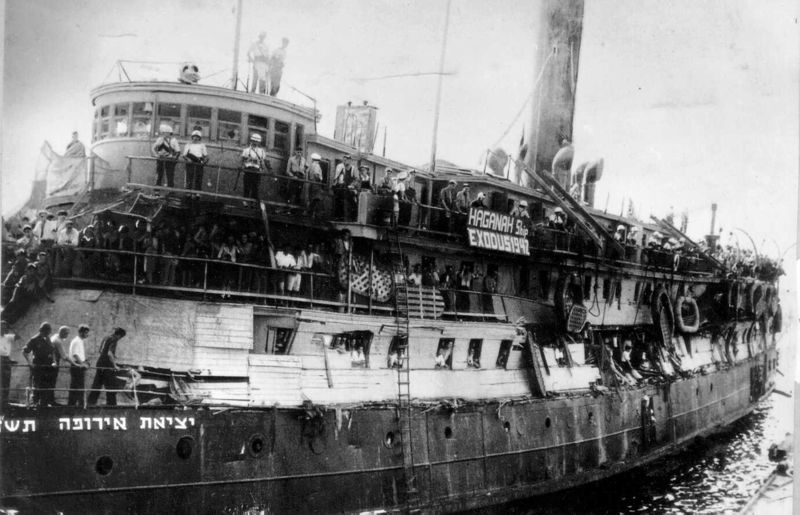
Passagiers op de Exodus, een schip van de Mossad LeAliyah Bet

De Mossad Le'Aliyah Bet (Hebreeuws: המוסד לעלייה ב', letterlijk: "Instelling voor Opstijging B"), voorheen vaak afgekort als de Mossad, was een onderdeel van de Hagana die illegale immigraties van Joden naar Palestina verzorgde in de periode van 1939 tot 1952. Het wist in vijftig reizen ongeveer 20.000 Joden Palestina binnen te smokkelen.

## Geschiedenis
In 1939 bepaalde Groot-Brittannië in de MacDonald White Paper dat het aantal toegestane immigranten naar het Mandaatgebied Palestina beperkt werd tot 75.000 personen in een periode van vijf jaar. Legale emigratie naar Palestina kwam bij de jisjoev bekend te staan als de Aliyah Aleph, Hebreeuws voor 'Opstijging A'. Revisionistische zionisten en andere Joodse organisaties transporteerden Joden illegaal over zee naar Palestina door middel van in Europa en Noord-Amerika opgekochte schepen. De codenaam van deze emigraties was Aliyah Bet: 'Opstijging B'.

### Oprichting

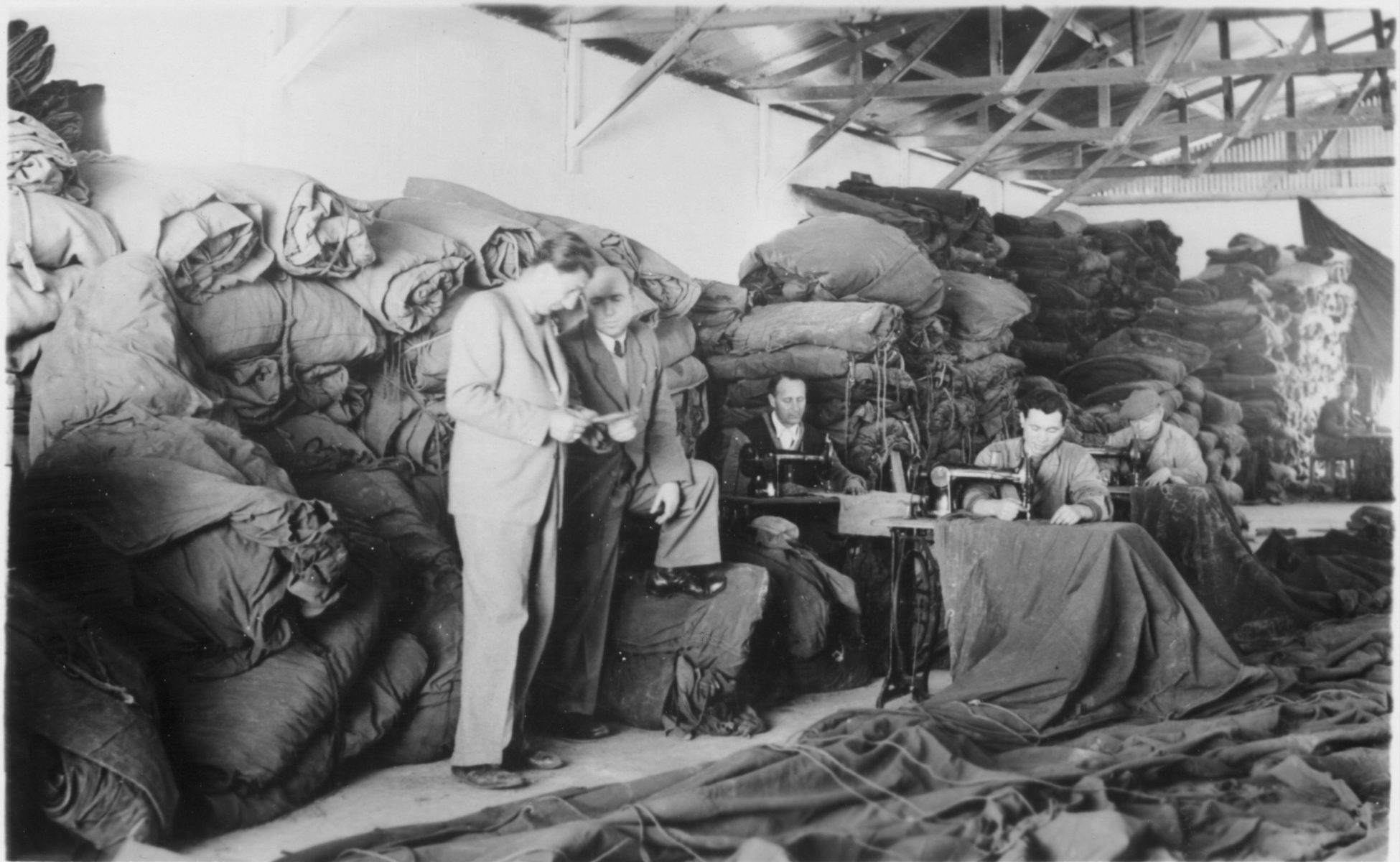
Shaul Avigur (tweede van links) in gesprek met Yehuda Arazi, hoofd van de Mossad Le'Aliyah Bet in Italië

De Hagana,  een zionistisch-Joodse paramilitaire organisatie, richtte op 29 april 1939 de Mossad Le'Aliyah Bet op met het doel om de uitvoering van de Aliyah Bet doeltreffender te organiseren. Shaul Avigur (1899 – 1978) kreeg de leiding over dit onderdeel van de Hagana. De werkzaamheden van de Mossad Le'Aliyah Bet werden gefinancierd door de American Jewish Joint Distribution Committee, bijgenaamd "The Joint". Ze opereerde onafhankelijk van de legale immigraties georganiseerd door de Jewish Agency for Israel.
Kerntaken van de Mossad Le'Aliyah Bet omvatten onder andere de geheime aankoop van schepen en deze geschikt te maken voor het immigrantentransport, het monsteren van kapiteins en bemanningsleden en de aanschaf van brandstof, voedsel en water voor onderweg. Verder kozen leden van de Mossad Le'Aliyah Bet geschikte immigranten uit en bereidden hen voor op de reis. De Mossad Le'Aliyah Bet leidde leden van de Palyam (de marinestrijdkrachten van de Hagana) op als scheepscommandanten en wierven Joodse vrijwilligers uit Noord-Amerika als bemanning. Andere kerntaken van de Mossad Le'Aliyah Bet waren het opzetten van een communicatiesysteem tussen Europa, Palestina en de schepen op zee (de zogenaamde 'Gideon-netwerk') en het indien nodig aangaan van geheime connecties met regeringen in Europa of Noord-Amerika.
Tijdens de Tweede Wereldoorlog richtte de organisatie zich vooral op emigraties uit Griekenland, Roemenië, Bulgarije en Arabische staten.

### Na de Tweede Wereldoorlog
De emigraties over de Middellandse Zee werden in augustus 1945 weer in gang gezet. Tot de Israëlische onafhankelijkheidsverklaring in mei 1948 werden door middel van 64 schepen meer dan 70.000 immigranten naar Palestina gebracht, voor een groot deel overlevenden van de Holocaust. Een klein aantal immigranten uit de Arabische wereld werd door de Mossad Le'Aliyah Bet over land Palestina binnengesmokkeld. In totaal heeft de organisatie ongeveer 100.000 Joden naar Palestina gebracht tot de oprichting van de staat Israël. Sommige acties van de Mossad Le'Aliyah Bet mislukten doordat schepen de Britse blokkade niet konden doorbreken of aan de kust van Palestina werden opgewacht. Gevangen genomen emigranten werden door het Britse leger aanvankelijk ondergebracht in het interneringskamp Atlit bij Haifa en in een kamp in Mauritius. Vanaf augustus 1946 werden nieuwe interneringskampen in Brits Cyprus gebruikt.
Na het stichten van de onafhankelijke staat Israël bleef de organisatie onder de naam 'Mossad Le'Aliyah' nog vier jaar opereren. Daarna ging het in 1953 over in het agentschap Lishkat Hakesher, ook bekend als 'Nativ' (Hebreeuws: נתיב: 'Weg'). Deze verzorgde immigraties van Joden vanuit het Oostblok, de Arabische wereld en een aantal andere landen.